# Isthmomys pirrensis
Isthmomys pirrensis је врста глодара из породице хрчкова (Cricetidae).

## Распрострањење
Врста је присутна у Колумбији и Панами.

## Станиште
Станиште врсте су шуме од 100 до 500 метара надморске висине.

## Угроженост
Ова врста није угрожена, и наведена је као последња брига јер има широко распрострањење.